# Kiara Arends
Kiara Arends (Oranjestad, 16 november 1998) is een Arubaans model en schoonheidskoningin, winnaar van de Miss Aruba 2022-wedstrijd. Zij zal Aruba vertegenwoordigen op Miss Universe 2022.

## Biografie
Arends is geboren en getogen in Oranjestad. Van 2011 tot 2017 volgde ze het Colegio Arubano en volgde ze ook de Universiteit van Aruba waar ze van 2018 tot 2021 haar diploma rechten behaalde. Arends studeerde aan de Katholieke Universiteit Leuven in Leuven, België, waar ze haar masterdiploma in internationaal zakendoen, handelsrecht en fiscaal recht behaalde.
Arends begon haar schoonheidswedstrijdcarrière in 2017, ze werd gekroond tot Miss Teen Aruba International 2017. Ze werd gekroond tot Miss Teen Americas Aruba 2018-wedstrijd. Op 27 mei 2018 vertegenwoordigde Arends Aruba bij Miss Teen Americas 2018 in El Salvador en werd tweede van Michelle Colon uit Puerto Rico.
Op 31 juli 2022 werd ze de officiële winnaar van de Miss Aruba 2022-wedstrijd en opgevolgd door Thessaly Zimmerman van Miss Aruba 2021. Zij zal Aruba vertegenwoordigen op Miss Universe 2022.